# Branisella
 Branisella  ist eine ausgestorbene Gattung der Primaten, die vor rund 26 Millionen Jahren im Oberen Oligozän in Südamerika vorkam. Branisella ist nach Perupithecus die zweitälteste bekannte Gattung der Neuweltaffen, der alleinigen heute in Amerika lebenden Primatengruppe (mit Ausnahme des Menschen). Die bislang einzige wissenschaftlich beschriebene Art der Gattung ist Branisella boliviana.

## Erstbeschreibung
Die Erstbeschreibung der Gattung Branisella und ihre Typusart Branisella boliviana wurde 1969 von Robert Hoffstetter veröffentlicht.

## Bedeutung der Funde
Die Funde, zum größten Teil Kieferknochen und einzelne Zähne, stammen aus einer Fundstelle in Bolivien. Aus dem Bau der Zähne wurde abgeleitet, dass die Neuweltaffen sich nicht aus den früher in Amerika beheimateten Omomyidae – einer den Koboldmakis ähnlichen ausgestorbenen Familie der Primaten – entwickelten, sondern abstammungsmäßig eine Schwestergruppe der Altweltaffen bilden und auf nicht genau bekannte Weise – vermutlich auf Treibholz segelnd – den Atlantik überquert hatten.